# Keerdriehoek

Reservedriehoek:
1. De tram rijdt vooruit over het wissel.
2. De tram rijdt achteruit het keerspoor op.
3. De tram rijdt vooruit de trambaan weer op

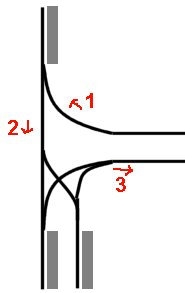
Eindpuntdriehoek Vlaardingen:
1. De tram rijdt het keerspoor op en laat de passagiers uitstappen.
2. De tram rijdt achteruit naar een van de twee perronsporen.
3. Bij vertrek rijdt de tram weer vooruit de baan op.

Een keerdriehoek or raildriehoek is een combinatie van wissels en bogen waarop een tram, een locomotief of een hele trein kan keren. De twee bogen naar het keerspoor en de doorgaande baan vormen samen een driehoek.
Een keerdriehoek wordt gebruikt bij tramnetwerken voor eenrichtingtrams op plaatsen waar geen ruimte is voor een keerlus of een draaischijf. Het keren van een tram op een keerdriehoek wordt driehoeken genoemd. Een tram heeft meestal een bedieningspaneel onder de achterbank om een kort stukje achteruit te kunnen rijden.
Er resteren nog maar weinig bussen en trams die op eindpunten driehoeken. Moderne Europese locomotieven zijn op besturing in beide richtingen ingericht en hoeven niet gekeerd te worden. Locomotieven van Amerikaans ontwerp bieden de machinist beperkt uitzicht naar achteren, reden waarom in sommige landen keerdriehoeken voor locomotieven en treinen nog veelvuldig voorkomen.

## Keerdriehoeken voor trams in Nederland
Voor trams liggen op diverse plaatsen in Nederland nog keerdriehoeken, zoals in de Plaspoelpolder in Rijswijk, die werd gebruikt als tijdelijk eindpunt toen Haagse tramlijn 17 nog niet helemaal in gebruik was genomen. Ook HTM-tramlijn 1 maakte tot 1994 gebruik van een keerdriehoek bij het station Delft (Westvest), voordat lijn 1 verlengd werd naar Delft Tanthof. In 2011 maakte deze tramlijn tijdelijk opnieuw gebruik van een keerdriehoek bij Station Delft vanwege de bouw van de spoortunnel.
Ook liggen er op sommige plaatsen "reservedriehoeken" of "calamiteitendriehoeken". Deze komen van pas bij werkzaamheden of ongevallen verderop op de trambaan, zodat de tram halverwege de route kan terugrijden. Een voorbeeld is te vinden op de Middenweg bij het voormalige Ajaxstadion in Amsterdam voor lijn 19.

### Speciale eindpuntdriehoek
Bij de Rotterdamse tramlijn 1 naar Vlaardingen wordt een keerdriehoek gebruikt op het eindpunt. Deze is iets anders dan de meeste driehoeken (zie plaatje). De tram rijdt vanaf het uitstapperron achteruit naar een instapperron. Daar kunnen de passagiers instappen, waarna de tram vooruit wegrijdt. In de driehoek zijn drie perrons opgenomen, een voor het uitstappen en twee voor het instappen.